# 鲍勃·汤
罗伯特·弗雷德里克·“鲍勃”·汤（英語：Robert Frederick "Bob" Town，1949年10月4日—），生于曼尼托巴省温尼伯，加拿大男子篮球运动员。他曾代表加拿大获得1976年夏季奥运会男子篮球比赛第四名。